# الحميدي الحربي
الحميدي بن حمد الحربي ولد في عام 1376هـ. شاعر سعودي ويعتبر من كبار الشعراء، تفنن في معظم أنواع الشعر، شاعر غزلي يوظف الكلمات الشعرية توظيفاً رائعا. كتب في جريدة الوطن عدداً من القصائد، وله مساجلات شعرية مع عدد من كبار الشعراء، متمكن من فن المحاورة الشعرية. سبق له المحاورة مع الشاعر أحمد الناصر الشايع، من إصداراته ديوان غيمة حنان وكتاب الحب الكبير ودموع الوجد. أشرف على صفحه شعبية في جريدة المدينة وأبدع فيها. وكان يدير القسم الشعبي في جريدة الجزيرة ومتفرغ للشعر والتأليف والبحث. كما قام بتقديم برنامج مضارب البادية في التلفزيون السعودي. ومن أبرز أعماله كتابة أوبريت مهرجان الجنادرية 20 (وطن المجد) عام 2005.

## حياته المهنية
أسس الشاعر والإعلامي الحميدي الحربي صفحة للشعر الشعبي في جريدة المدينة في العام 1402هـ وعمل في الصفحة لمدة عام كامل قبل أن ينتقل للعمل في جريدة الجزيرة (السعودية)، وعن أسباب انسحابه يؤكد الحميدي أن بعده عن مقر الجريدة بالإضافة إلى أنه لم يكن راضياً عن الإخراج الفني للصفحات حيث كانت الإعلانات تشكل حيزاً كبيراً في الصفحة مما جعله يبتعد ويستقيل من الجريدة.

## الاستقالة الثانية في حياة الشاعر بعد مرور 25 سنة
في عام 2009م الموافق عام 1430هـ أكد الشاعر الحميدي الحربي رئيس قسم الأدب الشعبي في جريدة الجزيرة صحة خبر استقالته، وامتنع الحميدي في تصريح صوتي عن الأسباب الحقيقة وراء الاستقالة قائلاً: إن المسألة مسألة خلاف عمل اضطرني للاستقالة. ووجهه الحربي الشكر الجزيل لجميع الشعراء والزملاء الذين شاركوه على مدى سنوات في صفحته مدارات شعبية قائلاً: شكراً لكم لأنكم ساعدتموني على النجاح وأقول لمن أحس بأني أخطأت في حقه أنني لا أعتمد الخطأ بحق الآخرين. وقال الحربي: أنه تلقى اتصالاً هاتفياً من أحد المسئولين في إحدى الصحف السعودية الكُبرى ليستوضح حقيقة الاستقالة وقال له أن مكانك شاغر لدينا فقلت له الموضوع لم يحسم للآن وإن كانت لدي الرغبة في الاستمرار في العمل الصحفي فسأنظم إلى صحيفتكم. وشكر جميع من وقفوا معه وتمنى أنه قد قدم الشيء الذي يخدم وطنه ويخدم الشعر.